# Tullamore (Australia)
Tullamore – miasto w Australii, w stanie Nowa Południowa Walia.